# Hydraena sautakei
Hydraena sautakei är en skalbaggsart som beskrevs av Manfred A. Jäch och Díaz 1999. Hydraena sautakei ingår i släktet Hydraena och familjen vattenbrynsbaggar. Inga underarter finns listade i Catalogue of Life.